# Pedro Udaondo Echevarría
Pedro Udaondo Echevarría (Bilbao, 29 de junio de 1934 - Santa María de Enol, 17 de marzo de 2007) fue un destacado alpinista español que acumuló a lo largo de su trayectoria deportiva más de 1.400 actividades entre escaladas y ascensiones (sin contar con las efectuadas en vías escuela) en tres continentes distintos, dejando un importante legado con la apertura de más de medio centenar de itinerarios clásicos y logrando un alto número de primeras escaladas españolas en los Alpes franceses de gran dificultad. Referente de muchas generaciones de alpinistas y escaladores, transmitió a muchos de ellos su amor por  las montañas. En los últimos años pronunció numerosas conferencias sobre su dilatada actividad alpinística.

## Trayectoria deportiva

### Comienzos
Comenzó muy joven a recorrer las montañas de Euskadi completando con rapidez los populares trofeos de 100 cumbres, e iniciándose posteriormente en la escalada en el Diente del Ahorcado (1952), el Pico del Fraile y Atxarte. Atxarte fue uno de sus lugares preferidos y en sus rocas estuvo escalando durante más de medio siglo recorriendo una buena parte de sus itinerarios y abriendo varias vías de escalada.

### Actividades en los Picos de Europa
Desde su primera escalada al Picu Urriellu o Naranjo de Bulnes en 1955, escaló está montaña en 150 ocasiones, siendo el aperturista de la clásica vía Cepeda, que fue la primera que se inauguró en su cara este, y también fue el primero en poner sus pies en esta cima en invierno (1956) acompañado en esta ocasión de Ángel Landa con quien formó una cordada mítica que durante varios años dejó muestras de su buen hacer tanto en los Picos de Europa como en los Pirineos o los Alpes. Ha llegado a la cima  del Naranjo escalando por sus cuatro vertientes en invierno en distintas temporadas siguiendo varias de sus vías de escalada. Participó de forma muy destacada en los rescates invernales de 1969 (Berrio y Ortiz) y 1970 (Arrabal y Lastra) en la cara oeste del Naranjo (itinerario que ya había escalado en 1968 por la vía Rabadá-Navarro haciendo la sexta ascensión).
También con Ángel Landa hizo la primera escalada absoluta a la Canal del Pájaro Negro a Torre Santa o Peña Santa (1958), cumbre en la que en 1961 harían la primera invernal ascendiendo por la cara sur.
Ha sido el aperturista de otras muchas vías clásicas como la Sur de los Horcados Rojos, el Gran Diedro de la Torre Peñalba, el Espolón Norte del Torrecerredo, la cara este de la Torre de la Palanca, etc., habiendo recorrido los itinerarios de escalada más conocidos en estas montañas haciendo muchas repeticiones a los mismos. Un total llevó a cabo nada menos que seiscientas actividades en los Picos de Europa.

### Actividades en los Pirineos
En las montañas pirenaicas, en las que llegó a acumular doscientas actividades, escaló el Pitón Carré (1959), la Norte de la Pique Longue, la de la Punta Chaussenque, el Couloir de Gaube,..., en el Tozal del Mallo ascendió  por la vía Ravier, la Franco-Española y la de las Brujas, haciendo también la Rabadá-Navarro al Gallinero. En el Midi d’Ossau hizo muchas actividades de alto nivel así como varias invernales por la mayor parte de sus itinerarios. En sus cuadernos de actividades llevadas a cabo figuran asimismo las montañas y las vías de escalada más conocidas de los Pirineos: Monte Perdido, Aneto, Balaitus, Peña Telera...

### Actividades en los Alpes
Hizo 55 escaladas en los Alpes, destacando muchas primeras ascensiones españolas: la Fisura Knubel al Grepón (1960), el Pilar Bonatti al Dru (1961) con Ángel Landa y su cara Norte (1962) con Alfredo Urones, la Bonatti al Gran Capuchino de Tacul, la Arista Kufner al Mont Maudit (1972), la Aiguille Verte por el Couloir Cordier (1973, con Jaime Álvarez) y al año siguiente la tercera española por el Couturier (con Txutxi Ubieta y Jaime Álvarez)... Al Mont Blanc ascendió en varias ocasiones por el Espolón de la Brenva o el Sentinelle Rouge, a la Aiguille Verte por el Couloir Couturier (con Txutxi Ubieta y Jaime Álvarez) y entre sus actividades también encontramos el Monte Rosa, el Cervino o la Barre des Ecrins. También figuran entre sus realizaciones el Espolón Walker de las Grandes Jorasses (1969), la cara Norte del Triolet o el Diente del Gigante.

### Actividades extraeuropeas
Participó en dos expediciones al continente asiático (Karakoram y Pamir), en otra a la Cordillera Blanca de los Andes del Perú en la que escaló la vía Ferrari del hermoso Alpamayo, y estuvo en varias ocasiones en la Patagonia Argentina consiguiendo la primera escalada al Cerro Grande por su arista Este, que era además la quinta escalada absoluta a la cumbre.

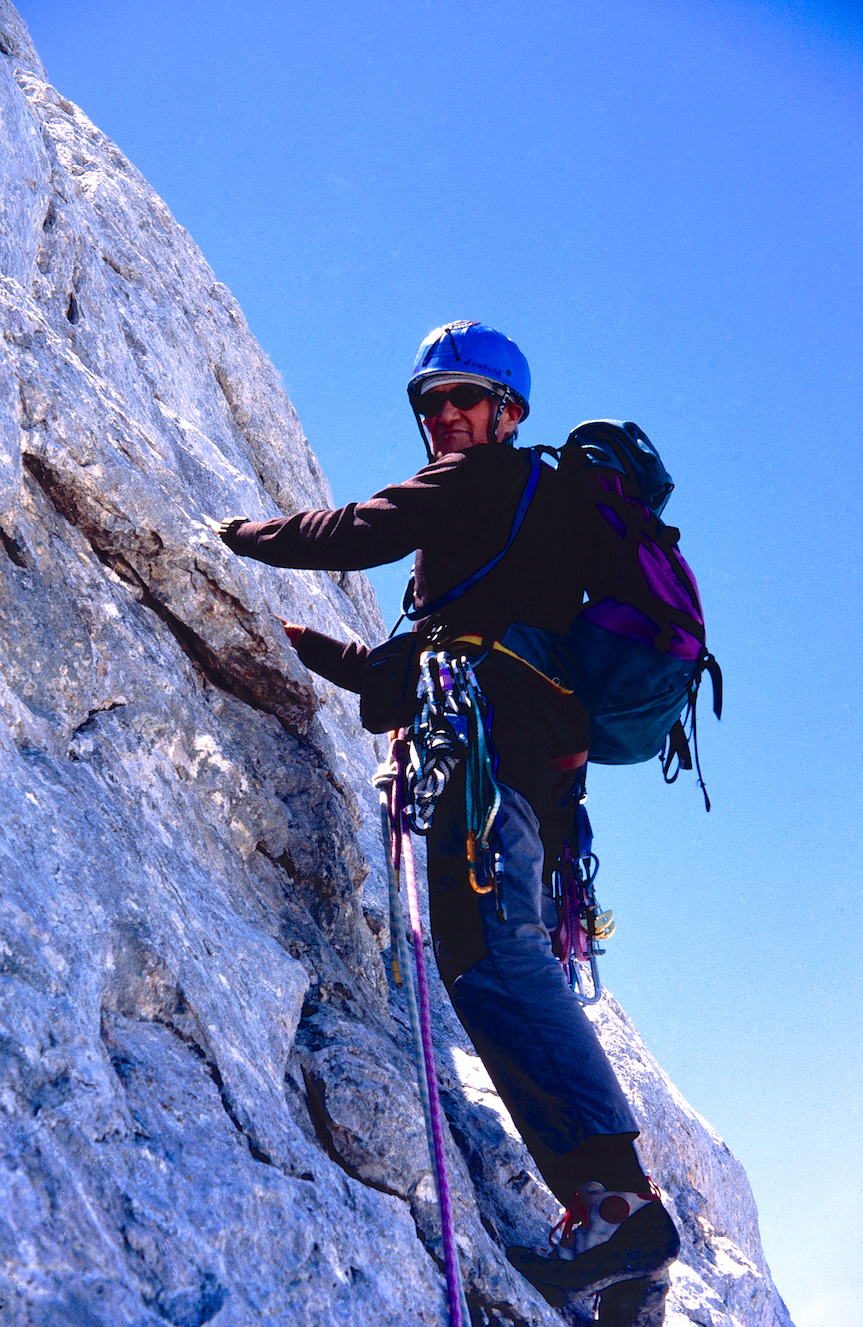
Pedro Udaondo escalando de primero de cuerda, con más de 60 años, el Espolón Norte del Torrecerredo (Foto: Isidoro Rodríguez Cubillas)

## Distinciones
Perteneció a la Escuela Nacional de Alta Montaña (ENAM) siendo Director de a sección Vizcaína de la misma, y al Grupo Nacional de Alta Montaña (GAME) desde 1960, y entre otras muchas distinciones ha sido distinguido por su sobresaliente actividad con la medalla de oro de la Federación Española de Montañismo, la de bronce al Mérito Deportivo del Consejo Superior de Deportes, y la de oro de la R.S.E.A. Peñalara.
El pueblo de Cabrales (Principado de Asturias), le dedicó un mirador con una excelente panorámica sobre el Naranjo de Bulnes, en la localidad de Asiegu donde ha quedado su nombre para siempre.